# Puttin’ on the Ritz
A Puttin’ on the Ritz egy népszerű zeneszám melyet Irving Berlin írt 1929-ben. A cím a „putting on the Ritz” szlengből származik, ami azt jelenti, hogy valaki nagyon divatosan öltözködik.  A kifejezésben a „Ritz” a Ritz Hotelre utal. A dalban Gary Cooper szerepel, mint az elegancia példája. Berlin zeneszámának eredeti verziója a korabeli jómódú fehér New York-i lakosokra utalt, akik körében népszerű volt, hogy afroamerikai dzsessz bárokban szórakoztak a Harlemben. Berlin később átdolgozta a szöveget és általánosította.
Az eredeti szám 1929 és 1930 között igen népszerű volt. A gramofon felvételen Harry Richman és Fred Astaire szerepelt.

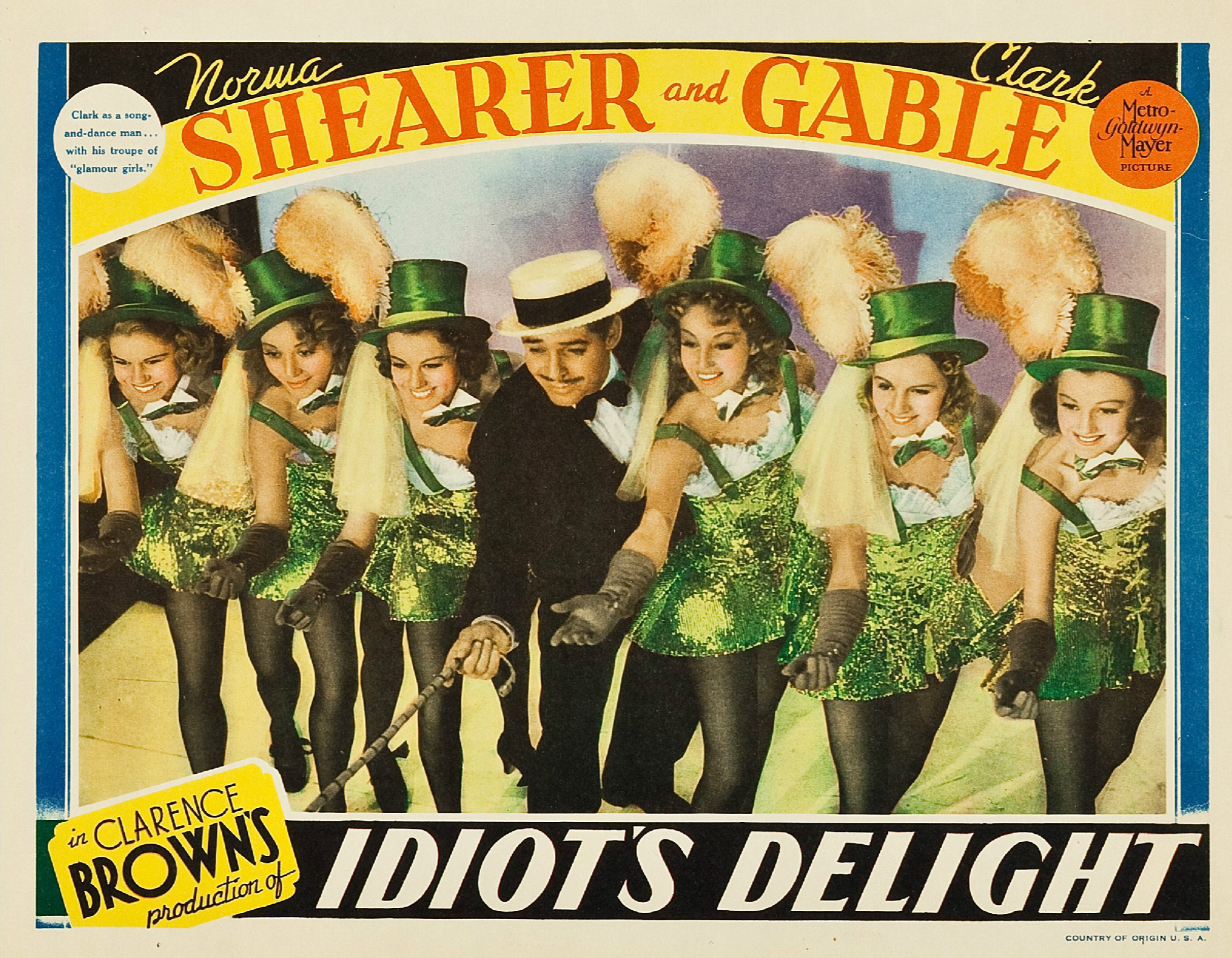
Musical-plakát, 1939

## Feldolgozások
Az örökzölddé vált dal azóta számos átdolgozást élt meg és számos műben szerepelt:
- Benny Goodman szving verziója
- Clark Gable Idiot's Delight (1939) című filmjében
- Egy táncos jelenet Fred Astaire Blue Skies (1946) című filmjében
- Egy emlékezetes és humoros verziója (Gene Wilder és Peter Boyle előadásában) Mel Brooks Az ifjú Frankenstein (1974) című filmjében
- Taco Ockerse 1982-es új hullámos feldolgozásában. A szám 4. helyezést ért el a American Billboard's Pop Chart-ban és 79. helyezést a VH1 100 Greatest One-hit Wonders-jében
- Az A Riviéra vadorzói (1988) című filmvígjátékban, melyben Steve Martin és Michael Caine játszották a főszerepet
- A Family Guy egyik epizódjában, ami visszautalt az „ifjú Frankensteinre”
- A Majd a komornyik „Bridegroom Wanted!” című részében Wooster előadja a számot Jeeves-nek.
- Az eredeti zeneszám dallama felfedezhető a The Gift of Gab „The Writz” című számában a 4th Dimensional Rocketships Going Up című albumukon
- A svéd együttes, az Onkel Kånkel „Puttin On The Fritz” száma
- Brian Setzer és a Stray Cats 1987-ben készült remake-je
- A Harvard Din & Tonics előadásában
- A Shiny Toy Guns hasonló stílusban dolgozta át a számot mint Taco Ockerse
- Gregory Porter 2015-ös, klasszikus szwing stílusú felvételén
- Ella Fitzgerald Sings the Irving Berlin Songbook (1958) című lemezén
- Beegie Adair
- Beauty Shop Dolls

A számos film közül a legelső, melyben szerepelt a dal az 1930-ban készül musical, az azonos című „Puttin’ on the Ritz” volt. A filmet Edward Sloman rendezte, főszerepeiben pedig Harry Richman, Joan Bennett és James Gleason volt látható.
A dal 1982-ben ismét népszerűvé vált, amikor a holland Taco kiadta a dal új verzióját. A dalhoz két klip is készült, az első, úgynevezett „blackface” verziót egyes adók, köztük az MTV tiltólistára helyezték.